# Овсянниковский сад
Овся́нниковский сад (сад Черныше́вского) — сад в Санкт-Петербурге. Расположен между проспектом Бакунина, 3-й Советской, Мытнинской и Старорусской улицами. Является объектом культурного наследия России регионального значения.

## История
Место гражданской казни Н. Г. Чернышевского 19 мая 1864 года (тогда часть Конной площади).
Овсянниковский сквер у Мытного двора был разбит в 1864—1866 годах по проекту архитектора Николая Гребёнки на собственные средства купца Степана Тарасовича Овсянникова.
К этому скверу обращён главный фасад дома С. Т. Овсянникова (современный адрес — проспект Бакунина, 9), в котором купец жил со своим семейством. Площадь сквера — 1,8 га. Создание сквера осуществлял производитель работ — городской садовник Е. В. Одинцов. Сквер имел форму многоугольной фигуры с семью прямыми сторонами. На круглых площадках между пересекающимися дорожками были сооружены фонтаны. Украшали сквер многочисленные деревья и кустарники различных пород, ограждён он был железной решёткой на каменном фундаменте. Имелось три входа: со стороны Полтавской (Мытнинской) улицы, 4-й Рождественской (4-й Советской) улицы, Калашниковского проспекта (ныне проспект Бакунина).
Сквер был открыт для общественного пользования. Содержался на средства С. Т. Овсянникова, а затем его вдовы Е. С. Овсянниковой. 5 марта 1864 года по велению императора Александра II сквер назван Овсянниковским. Планировка сквера неоднократно менялась. К 1880 году был ликвидирован вход с Мытнинской улицы, изменялись количество и направление дорожек, появлялись и убирались фонтаны.
В 1895 году от Е. С. Овсянниковой сквер перешёл в ведение Санкт-Петербургского городского общественного управления и стал содержаться на городские средства. В том же году сквер был капитально отремонтирован и частично перепланирован. Были проложены новые дорожки, проведена канализация, отремонтирована ограждавшая сквер железная решётка, приобретены новые садовые скамейки и открыт новый вход в сквер на пересечении Мытнинской и Старорусской улиц. К 1902 году в сквере была выстроена деревянная двенадцатиугольная в плане беседка с железной крышей, в которой был настлан пол и поставлены скамейки.
В 1920-х сквер был перепланирован архитектором Л. А. Ильиным. В 1952 году Овсянниковский сквер был переименован в Сад имени Н. Г. Чернышевского. Присвоение саду данного имени связано с тем, что 19 мая 1864 года на Зимней Конной площади (вошла в застройку проспекта Бакунина и Конной улицы), на месте которой и был создан Овсянниковский сквер, проходила гражданская казнь Николая Гавриловича Чернышевского (1828—1889), русского революционного демократа, писателя и учёного.